# Vulcanella doederleini
Vulcanella doederleini är en svampdjursart som först beskrevs av Thiele 1898.  Vulcanella doederleini ingår i släktet Vulcanella och familjen Pachastrellidae. Inga underarter finns listade i Catalogue of Life.